# 29373 Hamanowa
29373 Hamanowa este un asteroid din centura principală de asteroizi.

## Descriere
29373 Hamanowa este un asteroid din centura principală de asteroizi. A fost descoperit pe 14 aprilie 1996 la Nanyo de Tomimaru Okuni. Asteroidul prezintă o orbită caracterizată de o semiaxă mare de 2,37 ua, o excentricitate de 0,06 și o înclinație de 5,0° în raport cu ecliptica.